# Дельтаметрин
Дельтаметри́н (ИЮПАК: (1R)-цис-3-{2,2-дибромвинил)-2,2-диметилциклопропанкарбоновой кислоты (S)-3-фенокси-α-цианбензиловый эфир) — органическое соединение с формулой C22H19Br2NO3, инсектицид, пиретроид второго поколения.
Представляет собой белое кристаллическое вещество с температурой плавления 98—101 °С. В воде не растворяется, растворим в большинстве органических растворителей. Устойчив к разложению под воздействием света. Малостоек в окружающей среде. На поверхности обрабатываемых растений сохраняется 20—30 суток. Период разложения в почве 1—2 недели.
Относится ко II классу опасности по показателям токсичности при введении в желудок (ЛД50 — 24-52 мг/кг). Обладает раздражающим и кожно-резорбтивным действием. Токсичен для многих полезных насекомых, в том числе — для пчёл. ОБУВ в. р. з. (ориентировочный безопасный уровень воздействия вещества в воздухе рабочей зоны)— 0,1 мг/м³; ПДК в атмосфере — 0,0001 мг/м³, в воде водоемов — 0,005 мг/л. Высокотоксичен для рыб, СК50 (средняя смертельная концентрация ) — менее 0,1 мг/л.
Механизм действия дельтаметрина заключается в блокировании нервно-мышечной передачи на уровне ганглионов периферических нервов, которое ведёт к параличу и гибели насекомого.
В настоящее время дельтаметрин считается устаревшим инсектицидом, поскольку многие насекомые, в частности, комары и клопы стали нечувствительны к нему. Так, например, отмечено, что около 88 % постельных клопов в США имеют гены, блокирующие действие дельтаметрина.
В быту применяется в виде «карандаша» против тараканов.